# Oritavancină
Oritavancina este un antibiotic lipo-glicopeptidic care este utilizat în tratamentul infecțiilor bacteriene cu Gram-pozitive. Printre infecțiile tratate se numără infecțiile acute ale pielii și ale structurilor cutanate. Calea de administrare este perfuzabilă. Este un derivat de vancomicină.